# Judisk litteratur
Judisk litteratur börjar med den lyrik, folkliga prosa och historieskrivning samt de rättsutsagor och orakelsvar som återfinns i Gamla testamentets kanoniska och apokryfiska böcker.

## Antiken
Av avgörande betydelse för den judiska litteraturen blev utvecklingen under århundradena närmast efter Jerusalems förstörelse år 70. Utläggningar av lagen, ”de äldstes stadgar”, vilka tidigare traderats muntligt, nedtecknades omkring 200 e. Kr. och kallas Mischna. Vidare nedtecknades från ca 200 e. Kr. utläggningar av bibeltexter (midrascherna), och i gudstjänsten arameiska parafraser till delar av Gamla testamentet, alltifrån 100-talet e. Kr. (targumerna). Sedan Mischna nedtecknats fick den nästan kanonisk ställning.
De skriftlärdas fortsatta debatt och kommentarer till lagens bestämmelser samlades i Talmud, som alltså innehåller lagtolkningar (halaka) på hebreiska och arameiska men också partier med religiösa och etiska lärdomar (haggada). En s. k. palestinensisk Talmud sammanställdes på 400-talet, men det är den på 500-talet fixerade babyloniska Talmud, som senare fått en central plats i judisk tro och kultur.

## Medeltiden
I samband med islams utbredning försköts judendomens och den judiska litteraturens tyngdpunkt västerut. Under tre århundraden (900 – 1200) blomstrade en judisk kultur i Spanien och nordvästra Afrika, där Mischnas hebreiska språk utvecklades av poeter som Mose ben Maimon Babirol och Jehuda Halevi.
På 1200-talet utgav Moses av Leon ”Zohar” (”glansen”), som redigerad på arameiska som en midrasch utgör huvudverket för den judiska, mystiska strömningen, kabbala (”traditionen”). Men även för den rabbinska judendomen kom under högmedeltiden ut viktiga arbeten, t.ex. Jakob ben Ashers Turim.
Judeförföljelserna från slutet av medeltiden medförde kulturell utarmning och först sedan inställningen till judendomen ändrats på 1700-talet skapades förutsättningar för nya ansatser.

## Nyare tid
Genom Baal Shem-Tob utvecklades på 1700-talet kabbalismen bland östeuropeiska judar till chassidism, på 1900-talet känd som Marin Bubers arbeten. Rabbinismen förnyades genom bl. a. Elia Gaon, medan t. ex. upplysningsfilosofen Moses Mendelssohn verkade för religiös tolerans och judisk emancipation, typisk för den liberala judedomen. Han verkställde även en översättning av de heliga skrifterna till Mischnas under medeltiden utvecklade hebreiska.
Samtidigt framträdde i Östeuropa en profanlitteratur på jiddisch med Mendele Moche Sefarim som det tidigaste namnet; jiddischlitteraturen har visat sig livskraftig med moderna företrädare som Schalom Asch och Morris Rosenfeld.
I anknytning till den tradition som förmedlats av Mendelsohn växte på 1800-talet fram en litteratur på s. k. nyhebreiska, vilket då uteslutande var ett skriftspråk och som först senare har också blivit talat språk. Av de många författare som under det klassiska skedet bidrog till att göra nyhebreiskan till ett uttrycksfullt litteraturspråk kan nämnas J. L. Gordon, Achad Haam, D. Frischmann, C. N. Bialik, Abraham Mapu och Martin Buber.